# Полтавське наукове товариство при ВУАН
Полтавське наукове товариство при ВУАН (повна назва: Українське наукове товариство дослідження й охорони пам’яток старовини та мистецтва на Полтавщині) — науково-громадська організація, що діяла у Полтаві у 1918—1930 роках. 
Метою товариства були
- охорона та вивчення пам’яток історії і культури,
- збереження й поповнення музейних збірок,
- популяризація історичних та пам’яткоохоронних знань.

## Історія створення та діяльності
Товариство засновувалося у часи становлення наукових установ Української Держави. 14 листопада була заснована Українська Академія Наук.
Товариство було зорганізоване у листопаді 1918 року. На зібранні 17 листопада було прийнято назву Українське наукове товариство дослідження й охорони пам’яток старовини та мистецтва на Полтавщині та ухвалено статут .
Головою організації був обраний В. Щербаківський, професор Українського університету в Полтаві, що очолював товариство до своєї еміграції 1922 року. Вченим секретарем був обраний М. Рудинський.
Після встановлення радянської влади на частині української етнічної території новою владою провадилася реорганізація існуючих громадських організацій та наукових установ.